# Glockenbecherweg (Weimar)
Dieser Artikel wurde aufgrund von inhaltlichen Mängeln auf der Qualitätssicherungsseite des WikiProjekts Straßen eingetragen. Dies geschieht, um die Qualität der Artikel aus dem Themengebiet Straßen auf ein akzeptables Niveau zu bringen. Bitte hilf mit, die inhaltlichen Mängel dieses Artikels zu beseitigen, und beteilige dich bitte an der Diskussion!
Der Glockenbecherweg ist ein Straßenzug seitlich am Langen Weg im Weimarer Ortsteil Tiefurt und ein Siedlungsbereich. Der Straßenzug  ist  hufeisenförmig angelegt. Seine eigentliche Bedeutung hat er aber durch den namensgebenden Fund aus der Zeit der Glockenbecherkultur.
Die offizielle Bezeichnung gibt es seit dem 18. Juli 2015. Anfang des Jahres 2015 faszinierte die Fachwelt der dortige Fund eines Glockenbechers und Knochen, deren Überreste aus zwei Gräbern stammten, so sehr, dass dem Fund aus der Jungsteinzeit eine Sonderausstellung im Museum für Ur- und Frühgeschichte Thüringens gewidmet wurde. Letztlich ist die Straßenbenennung dem Umstand des Fundes zuzuschreiben. 